# Дмитрий Лосков
Дмитрий Вечислявович Лосков е бивш руски футболист, полузащитник. Един от най-емблематичните футболисти на Локомотив (Москва) и дългогодишен капитан на отбора. Той е с най-много голове за състава на „Локомотив“ – 128 във всички турнири и 99 в шампионата на Русия.
Участник на Евро 2004 с националния отбор на Русия. Лосков е единственият футболист, участвал във всички (до 2013 г.) сезони на шампионата на Русия от създаването му. Футболистът с най-много асистенции в шампионата на Русия – 147. Също така има най-много мачове в първенството на Русия – 451.

## Клубна кариера
Лосков е юноша на „Торпедо“, Курган. През 1991 се присъединява към ФК Ростов. Там играе до 1996 година. През 1997 година се присъединява към Локомотив Москва. С Локо печели 2 титли на Русия, 4 купи на Русия и става 2 пъти голмайстор на шампионата. През юли 2007 година се скарва с тогавашния треньор Анатолий Бишовец и напуска тима след 10 години в него. На 5 юли 2007 подписва със Сатурн. Халфът дебютира срещу доскорошния си отбор Локомотив и се разписва от дузпа. В Сатурн Дмитрий не успява да се утвърди като твърд титуляр и за три сезона записва 53 мача и вкарва 7 попадения. На 5 юли 2010 контрактът му изтича и Дмитрий става свободен агент. На 27 юли 2010 Дмитрий се завръща в Локомотив, като подписва договор до края на сезона. Повторния си дебют за Локомотив прави на 15 август 2010 срещу Спартак Москва. В този мач Лосков се появява като резерва в 64-тата минута. Първия си мач като титуляр Лосков изиграва срещу ПФК ЦСКА Москва на 12 септември 2010 година. Тогава 36-годишният ветеран носи и капитанската лента на „червено-зелените“. Първия си гол вкарва срещу Сатурн в 85 минута, с което носи победата на своите. След края на сезона договора му е подновен с още 1 година. От новия сезон той става капитан на „железничарите“ за постоянно. До средата на сезона е титуляр, но новият треньор Жозе Косейро го оставя на пейката. Също така Лосков получава и травма и отсъства почти до края на годината. През 2011 Дмитрий печели награгата на феновете „човек и локомотив“, която се присъжда за особени заслуги в историята на отбора. В началото на 2012 се връща в игра, но отново е резерва. В края на сезона договорът му е подновен за още 1 година. През сезон 2012/13 не се появява нито веднъж в мач от шампионата и записва участие само в купата на Русия.

## Успехи

### С „Локомотив“ (Москва)
- Шампион на Русия – 2002, 2004
- Носител на купата на Русия – 1999/00, 2000/01, 2006/07.
- Носител на суперкупата на Русия – 2003, 2005
- Носител на купата на съдружествата – 2005

### Индивидуални
- Футболист на годината в Русия – 2002, 2003
- Голмайстор на шампионата на Русия – 2000, 2003
- В списък „33 най-добри“ – 10 пъти (№1 – 2002, 2003, 2004, 2006; №2 – 1999, 2000, 2001; №3 – 1996, 1997, 2005)
- Член на Клуб Григорий Федотов
- Член на Клуб 100
- Най-добър атакуващ халф според Спорт-Експрес – 1999, 2002, 2003, 2004
- Най-добър централен халф според Спорт-Експрес – 2000, 2005, 2006